# 清家貴子
清家 貴子（せいけ きこ、1996年8月8日 - ）は、東京都西東京市（旧・田無市）出身の女子サッカー選手。ウィメンズ・スーパーリーグのブライトン・アンド・ホーヴ・アルビオンWFC所属。サッカー日本女子代表。ポジションはフォワード、ミッドフィールダー、ディフェンダーとゴールキーパー以外全て。筑波大学出身。

## 来歴

### ユース
浦和レッドダイヤモンズ・レディースの下部組織出身（同期に清水栞、村社汐理、柳澤紗希）。
2014年3月にトップチームへ登録（2種登録）されると、途中出場が大半であったがリーグ戦24試合に出場し8得点を記録、吉田靖監督が勝敗のポイントに挙げるほどの信頼を得た。

### シニア
浦和レッズレディース / 三菱重工浦和レッズレディース
翌2015年シーズンからトップチームに昇格し、なでしこリーグ1部新人賞を受賞した。
2018年まではスーパーサブとしての起用が多かったが、2019年にはフォワードから右サイドバックにコンバートされた。
2020年は、主力としてリーグ優勝に貢献し、自身も初めてなでしこリーグベストイレブンに輝いたが、皇后杯 JFA 第42回全日本女子サッカー選手権大会決勝の日テレ・東京ヴェルディベレーザ戦 (3-4)で負傷し、左膝前十字靭帯損傷（全治約8か月）と診断された。
2023-24シーズンはチームのエースとして活躍し、2024年4月21日にJリーグ記録をも上回る10試合連続ゴールを記録した。最終的に22試合で20得点を記録し、これまでのWEリーグのシーズン記録（14得点）を大幅に更新し、自身初の得点王に輝いた。同年5月24日、海外移籍を視野に今シーズンをもってチームを退団することが発表された。6月7日に催されたWEリーグアウォーズにて、ベストイレブンと最優秀選手賞に選ばれ、得点王と合わせて個人3冠受賞となった。
ブライトン・アンド・ホーヴ・アルビオン
同年7月4日、パリオリンピック終了後にイングランド・ウィメンズ・スーパーリーグのブライトン・アンド・ホーヴ・アルビオンWFCに加入することが発表された。男子チームには大学の後輩にあたる三笘薫が所属しているため、大学以来の再会を果たした。同年9月21日、2024-25シーズン開幕戦であるエヴァートン戦で先発出場すると、リーグ史上初のデビュー戦でハットトリックを達成する快挙を成し遂げた。同年10月29日、アジア・サッカー連盟の年間表彰式であるAFCアニュアル・アウォーズ2023において年間女子最優秀選手に選出された。

### 代表
2014年、日中韓国際親善サッカー大会(U-18)に出場するU-18日本女子代表に選出され、U-18韓国選抜戦で先制点を含むハットトリックを記録。
2015年、U-19日本女子代表としてAFC U-19女子選手権2015に出場。グループリーグ第2戦・ウズベキスタン戦ではハットトリックを記録した。決勝の北朝鮮戦にも出場し、2大会ぶり4回目の優勝を果たした。
2019年5月、2019 FIFA女子ワールドカップに出場する日本女子代表のトレーニングパートナーに選出され代表に帯同した。日本女子代表には同年10月のカナダ戦で初招集された。同年12月のEAFF E-1サッカー選手権2019出場メンバーに選出されると、初戦のチャイニーズタイペイ戦において右サイドバックで先発して代表初出場を果たし、後半21分に代表初得点を挙げた。
2023年6月13日、2023 FIFA女子ワールドカップのなでしこジャパンに選出された。グループリーグ2試合と準々決勝のスウェーデン戦に途中出場した。
2024年6月14日、2024年パリオリンピックに出場するなでしこジャパンメンバーに選出された。

## 個人成績

### クラブ
| クラブ                                 | シーズン     | リーグ       | 背番号 | リーグ戦 | リーグ戦 | カップ戦 | カップ戦 | リーグ杯 | リーグ杯 | AFC / UEFA | AFC / UEFA | 合計 | 合計 |
| クラブ                                 | シーズン     | リーグ       | 背番号 | 出場     | 得点     | 出場     | 得点     | 出場     | 得点     | 出場       | 得点       | 出場 | 得点 |
| -------------------------------------- | ------------ | ------------ | ------ | -------- | -------- | -------- | -------- | -------- | -------- | ---------- | ---------- | ---- | ---- |
| 浦和レッズレディース                   | 2014         | なでしこ     | 31     | 24       | 8        | 4        | 3        | —        | —        | —          | —          | 28   | 11   |
| 浦和レッズレディース                   | 2015         | なでしこ1部  | 24     | 20       | 9        | 0        | 0        | —        | —        | —          | —          | 20   | 9    |
| 浦和レッズレディース                   | 2016         | なでしこ1部  | 9      | 2        | 0        | 0        | 0        | 0        | 0        | —          | —          | 2    | 0    |
| 浦和レッズレディース                   | 2017         | なでしこ1部  | 11     | 9        | 0        | 2        | 1        | 9        | 0        | —          | —          | 20   | 1    |
| 浦和レッズレディース                   | 2018         | なでしこ1部  | 11     | 16       | 2        | 1        | 0        | 6        | 2        | —          | —          | 23   | 4    |
| 浦和レッズレディース                   | 2019         | なでしこ1部  | 11     | 18       | 4        | 5        | 3        | 9        | 1        | -          | -          | 32   | 8    |
| 浦和レッズレディース                   | 2020         | なでしこ1部  | 11     | 17       | 1        | 5        | 1        | —        | —        | —          | —          | 22   | 2    |
| 三菱重工浦和レッズレディース           | 2021-22      | WE           | 11     | 20       | 3        | 4        | 1        | —        | —        | —          | —          | 24   | 4    |
| 三菱重工浦和レッズレディース           | 2022-23      | WE           | 11     | 20       | 12       | 1        | 0        | 6        | 2        | —          | —          | 27   | 14   |
| 三菱重工浦和レッズレディース           | 2023-24      | WE           | 11     | 22       | 20       | 4        | 1        | 4        | 1        | 4          | 7          | 34   | 29   |
| 三菱重工浦和レッズレディース           | 通算         | 通算         | 通算   | 168      | 59       | 26       | 10       | 34       | 6        | 4          | 7          | 232  | 82   |
| ブライトン・アンド・ホーヴ・アルビオン | 2024-25      | WSL          | 11     | 18       | 6        | 0        | 0        | 3        | 0        | -          | -          | 21   | 6    |
| 通算                                   | 日本         | 日本         | 1部    | 168      | 59       | 26       | 10       | 34       | 6        | 4          | 7          | 232  | 82   |
| 通算                                   | イングランド | イングランド | 1部    | 18       | 6        | 0        | 0        | 3        | 0        | 0          | 0          | 21   | 0    |
| 総通算                                 | 総通算       | 総通算       | 総通算 | 186      | 65       | 26       | 10       | 37       | 6        | 4          | 7          | 253  | 88   |

1. 1 2  2023 AFC女子クラブ選手権の成績。

- 日本女子サッカーリーグ
  - 初出場 - 2014年3月30日 なでしこリーグ 第1節 INAC神戸レオネッサ戦 (ノエビアスタジアム)[29]
  - 初得点 - 2014年4月13日 なでしこリーグ 第3節 ASエルフェン埼玉戦 (浦和駒場スタジアム)[29]
  - 通算100試合出場 - 2020年10月3日 なでしこリーグ1部 第13節 ジェフ千葉レディース戦 (浦和駒場スタジアム)

- WEリーグ
  - 初出場 - 2021年9月12日 第1節 日テレ・東京ベレーザ戦 (味の素フィールド西が丘)[30]
  - 初得点 - 2021年11月13日 第9節 マイナビ仙台レディース戦 (埼玉スタジアム2002)[30]

- ウィメンズ・スーパーリーグ
  - 初出場 - 2024年9月21日 第1節 エヴァートン戦 (ブロードフィールド・スタジアム（英語版）)[31]
  - 初得点 - 2024年9月21日 第1節 エヴァートン戦 (ブロードフィールド・スタジアム)[31]

### 代表
- 2019年12月11日 - 日本女子代表初出場 -  チャイニーズタイペイ戦 (EAFF E-1サッカー選手権2019)
- 2019年12月11日 - 日本女子代表初得点 -  チャイニーズタイペイ戦 (EAFF E-1サッカー選手権2019)

#### 主な出場大会
- U-18日本女子代表
  - 2014年 - 日中韓国際親善サッカー大会(U-18)[32]

- U-19日本女子代表
  - 2015年 - AFC U-19女子選手権2015 優勝

- 日本女子代表(なでしこジャパン)
  - 2019年 - EAFF E-1サッカー選手権2019 優勝
  - 2022年 - EAFF E-1サッカー選手権2022 優勝
  - 2023年 - 2023 FIFA女子ワールドカップ
  - 2024年 - 2024年パリオリンピック

#### 試合数
| 日本代表 | 国際Aマッチ | 国際Aマッチ |
| 年       | 出場        | 得点        |
| -------- | ----------- | ----------- |
| 2019     | 2           | 1           |
| 2022     | 4           | 1           |
| 2023     | 10          | 4           |
| 2024     | 11          | 1           |
| 2025     | 3           | 2           |
| 通算     | 30          | 9           |

2025年6月3日現在

#### 出場試合
| 出場試合一覧 | 出場試合一覧   | 出場試合一覧 | 出場試合一覧                                           | 出場試合一覧         | 出場試合一覧   | 出場試合一覧       | 出場試合一覧                                                  | 出場試合一覧 |
| #            | 開催日         | 開催都市     | スタジアム                                             | 対戦国               | 結果           | 監督               | 大会                                                          | 出典         |
| ------------ | -------------- | ------------ | ------------------------------------------------------ | -------------------- | -------------- | ------------------ | ------------------------------------------------------------- | ------------ |
| 1.           | 2019年12月11日 | 釜山         | 釜山アジアド主競技場                                   | チャイニーズタイペイ | ○ 9-0          | 高倉麻子           | EAFF E-1サッカー選手権2019                                    | [ 33 ]       |
| 2.           | 2019年12月17日 | 釜山         | 九徳総合運動場                                         | 韓国                 | ○ 1-0          | 高倉麻子           | EAFF E-1サッカー選手権2019                                    | [ 34 ]       |
| 3.           | 2022年7月19日  | 鹿嶋         | 茨城県立カシマサッカースタジアム                       | 韓国                 | ○ 2-1          | 池田太             | EAFF E-1サッカー選手権2022                                    | [ 35 ]       |
| 4.           | 2022年7月23日  | 鹿嶋         | 茨城県立カシマサッカースタジアム                       | チャイニーズタイペイ | ○ 4-1          | 池田太             | EAFF E-1サッカー選手権2022                                    | [ 36 ]       |
| 5.           | 2022年7月26日  | 鹿嶋         | 茨城県立カシマサッカースタジアム                       | 中華人民共和国       | △ 0-0          | 池田太             | EAFF E-1サッカー選手権2022                                    | [ 37 ]       |
| 6.           | 2022年10月6日  | 神戸         | ノエビアスタジアム神戸                                 | ナイジェリア         | ○ 2-0          | 池田太             | 国際親善試合                                                  | [ 38 ]       |
| 7.           | 2023年2月22日  | フリスコ     | トヨタ・スタジアム                                     | カナダ               | ○ 3-0          | 池田太             | 2023 シービリーブスカップ                                     | [ 39 ]       |
| 8.           | 2023年4月7日   | ギマラインス | エスタディオ・D. アフォンソ・エンリケス                | ポルトガル           | ○ 2-1          | 池田太             | 国際親善試合                                                  | [ 40 ]       |
| 9.           | 2023年7月14日  | 仙台         | ユアテックスタジアム仙台                               | パナマ               | ○ 5-0          | 池田太             | MS&ADカップ2023                                               | [ 41 ]       |
| 10.          | 2023年7月22日  | ハミルトン   | ワイカト・スタジアム                                   | ザンビア             | ○ 5-0          | 池田太             | 2023 FIFA女子ワールドカップ                                   | [ 42 ]       |
| 11.          | 2023年7月26日  | ダニーデン   | ダニーデン・スタジアム                                 | コスタリカ           | ○ 2-0          | 池田太             | 2023 FIFA女子ワールドカップ                                   | [ 43 ]       |
| 12.          | 2023年8月11日  | オークランド | イーデン・パーク                                       | スウェーデン         | ● 1-2          | 池田太             | 2023 FIFA女子ワールドカップ                                   | [ 44 ]       |
| 13.          | 2023年9月23日  | 北九州       | 北九州スタジアム                                       | アルゼンチン         | ○ 8-0          | 池田太             | 国際親善試合                                                  | [ 45 ]       |
| 14.          | 2023年10月26日 | タシュケント | ロコモティフ・スタジアム                               | インド               | ○ 7-0          | 池田太             | 2024年パリオリンピック・アジア2次予選                         | [ 46 ]       |
| 15.          | 2023年10月29日 | タシュケント | ブニョドコル・スタジアム                               | ウズベキスタン       | ○ 2-0          | 池田太             | 2024年パリオリンピック・アジア2次予選                         | [ 47 ]       |
| 16.          | 2023年11月30日 | サンパウロ   | ネオ・キミカ・アレーナ                                 | ブラジル             | ● 3-4          | 池田太             | 国際親善試合                                                  | [ 48 ]       |
| 17.          | 2024年2月24日  | ジッダ       | プリンス・アブドゥッラー・アル・ファイサル・スタジアム | 北朝鮮               | △ 0-0          | 池田太             | 2024年パリオリンピック・アジア最終予選                        | [ 49 ]       |
| 18.          | 2024年2月28日  | 東京         | 国立競技場                                             | 北朝鮮               | ○ 2-1          | 池田太             | 2024年パリオリンピック・アジア最終予選                        | [ 50 ]       |
| 19.          | 2024年4月6日   | アトランタ   | メルセデス・ベンツ・スタジアム                         | アメリカ合衆国       | ● 1-2          | 池田太             | 2024 シービリーブスカップ                                     | [ 51 ]       |
| 20.          | 2024年4月9日   | コロンバス   | Lower.comフィールド                                    | ブラジル             | ● 1-1 (PK 0-3) | 池田太             | 2024 シービリーブスカップ                                     | [ 52 ]       |
| 21.          | 2024年5月31日  | ムルシア     | エスタディオ・ヌエバ・コンドミーナ                     | ニュージーランド     | ○ 2-0          | 池田太             | 国際親善試合                                                  | [ 53 ]       |
| 22.          | 2024年7月13日  | 金沢         | 金沢ゴーゴーカレースタジアム                           | ガーナ               | ○ 4-0          | 池田太             | MS&ADカップ2024 ～能登半島地震復興支援マッチ がんばろう能登～ | [ 54 ]       |
| 23.          | 2024年7月25日  | ナント       | スタッド・ドゥ・ラ・ボージョワール                     | スペイン             | ● 1-2          | 池田太             | 2024年パリオリンピック                                        | [ 55 ]       |
| 24.          | 2024年7月28日  | パリ         | パルク・デ・プランス                                   | ブラジル             | ○ 2-1          | 池田太             | 2024年パリオリンピック                                        | [ 56 ]       |
| 25.          | 2024年7月31日  | ナント       | スタッド・ドゥ・ラ・ボージョワール                     | ナイジェリア         | ○ 3-1          | 池田太             | 2024年パリオリンピック                                        | [ 57 ]       |
| 26.          | 2024年8月3日   | パリ         | パルク・デ・プランス                                   | アメリカ合衆国       | ● 0-1 (延長)   | 池田太             | 2024年パリオリンピック                                        | [ 58 ]       |
| 27.          | 2024年10月26日 | 東京         | 国立競技場                                             | 韓国                 | ○ 4-0          | 佐々木則夫         | MIZUHO BLUE DREAM MATCH 2024                                  | [ 59 ]       |
| 28.          | 2025年4月6日   | 大阪         | ヨドコウ桜スタジアム                                   | コロンビア           | △ 1-1          | ニルス・ニールセン | 国際親善試合                                                  | [ 60 ]       |
| 29.          | 2025年5月31日  | サンパウロ   | ネオ・キミカ・アレーナ                                 | ブラジル             | ● 1-3          | ニルス・ニールセン | 国際親善試合                                                  | [ 61 ]       |
| 30.          | 2025年6月3日   | サンパウロ   | エスタディオ・シセロ・デ・ソウザ・マルケス             | ブラジル             | ● 1-2          | ニルス・ニールセン | 国際親善試合                                                  | [ 62 ]       |

#### ゴール
| ゴール一覧 | ゴール一覧     | ゴール一覧   | ゴール一覧                                 | ゴール一覧           | ゴール一覧 | ゴール一覧         | ゴール一覧                            | ゴール一覧 |
| #          | 開催日         | 開催都市     | スタジアム                                 | 対戦国               | 結果       | 監督               | 大会                                  | 出典       |
| ---------- | -------------- | ------------ | ------------------------------------------ | -------------------- | ---------- | ------------------ | ------------------------------------- | ---------- |
| 1.         | 2019年12月11日 | 釜山         | 釜山アジアド主競技場                       | チャイニーズタイペイ | ○ 9-0      | 高倉麻子           | EAFF E-1サッカー選手権2019            | [ 63 ]     |
| 2.         | 2022年7月23日  | 鹿嶋         | 茨城県立カシマサッカースタジアム           | チャイニーズタイペイ | ○ 4-1      | 池田太             | EAFF E-1サッカー選手権2022            | [ 64 ]     |
| 3.         | 2023年2月22日  | フリスコ     | トヨタ・スタジアム                         | カナダ               | ○ 3-0      | 池田太             | 2023 シービリーブスカップ             | [ 65 ]     |
| 4.         | 2023年9月23日  | 北九州       | 北九州スタジアム                           | アルゼンチン         | ○ 8-0      | 池田太             | 国際親善試合                          | [ 66 ]     |
| 5.         | 2023年9月23日  | 北九州       | 北九州スタジアム                           | アルゼンチン         | ○ 8-0      | 池田太             | 国際親善試合                          | [ 66 ]     |
| 6.         | 2023年10月26日 | タシュケント | ロコモティフ・スタジアム                   | インド               | ○ 7-0      | 池田太             | 2024年パリオリンピック・アジア2次予選 | [ 67 ]     |
| 7.         | 2024年4月6日   | アトランタ   | メルセデス・ベンツ・スタジアム             | アメリカ合衆国       | ● 1-2      | 池田太             | 2024 シービリーブスカップ             | [ 68 ]     |
| 8.         | 2025年5月31日  | サンパウロ   | ネオ・キミカ・アレーナ                     | ブラジル             | ● 1-3      | ニルス・ニールセン | 国際親善試合                          | [ 69 ]     |
| 9.         | 2025年6月3日   | サンパウロ   | エスタディオ・シセロ・デ・ソウザ・マルケス | ブラジル             | ● 1-2      | ニルス・ニールセン | 国際親善試合                          | [ 70 ]     |

## タイトル

### クラブ
- 浦和レッズレディース / 三菱重工浦和レッズレディース
  - WEリーグ: 2回 (2022-23、2023-24)
  - AFC女子クラブ選手権: 1回 (2023)
  - WEリーグカップ: 1回 (2022-23)
  - 皇后杯 JFA 全日本女子サッカー選手権大会: 1回 (2021)
  - なでしこリーグ1部: 2回 (2014、2020)

### 代表
- 日本女子代表(なでしこジャパン)
  - EAFF E-1サッカー選手権: 2回 (2019, 2022)

### 個人
- WEリーグ
  - 最優秀選手賞（MVP）: 1回 (2023-24[71])
  - 得点王: 1回 (2023-24[72])
  - ベストイレブン: 2回 (2021-22、2022-23、2023-24)
  - 優秀選手賞: 3回 (2021-22、2022-23、2023-24)

- JPFA女子
  - 最優秀選手賞: 1回 (2023-24)
  - ベストイレブン: 1回 (2023-24)

- なでしこリーグ1部
  - ベストイレブン: 1回 (2020)
  - 新人賞: (2015)

- AFCアニュアル・アウォーズ
  - 年間女子最優秀選手: 1回 (2023[73])